# Lophontosia draesekei
Lophontosia draesekei is een vlinder uit de familie van de tandvlinders (Notodontidae). De wetenschappelijke naam van de soort is voor het eerst geldig gepubliceerd in 1927 door Bang-Haas.